# Charaxes zoolina
Charaxes zoolina is een vlinder uit de familie van de Nymphalidae. De wetenschappelijke naam van de soort is voor het eerst geldig gepubliceerd in 1850 door John Obadiah Westwood. De soort komt voor in Zuid-Afrika.